# Ermita de Sant Antoni (Vistabella del Maestrat)
L'ermita de Sant Antoni de Vistabella del Maestrat, a la comarca de l'Alt Maestrat és un lloc de culte dedicat a Sant Antoni Abad, localitzat en el Camí del Cementiri, i està catalogat com Bé de Rellevància Local segons la Disposició Addicional Cinquena de la Llei 5/2007, de 9 de febrer, de la Generalitat, de modificació de la Llei 4/1998, d'11 de juny, del Patrimoni Cultural Valencià (DOCV Núm. 5.449 / 13/02/2007), amb codi identificatiu: 12.04.139-008.
El Camí del Cementiri es troba en la sortida oest del nucli poblacional i ens porta fins als peus del turó on es troba el Calvari, que antecedeix al cementiri, del que l'ermita de Sant Antoni forma part i al qual està adossat per la part est de l'edifici.
Presenta planta quadrangular i està datada entre els segles xv al xviii, amb sostre a dues aigües i atri en la façana en la qual destaca la presència d'una porta romànica.
Com ocorre amb l'Ermita de La nostra Senyora de Loreto, l'atri, amb sostre a dues aigües acabat externament en teules i internament en bigues de fusta, es recolza en dos pilars quadrats fets de carreus, que acaben en un murete. També presenta una espadanya, per a una sola campana, encara que no la té. A diferència d'aquesta altra ermita, la porta d'accés sí que està en la façana principal, i s'accedeix a ella per l'atri d'entrada.
La festivitat de Sant Antoni Abad se celebra el 17 de gener, però els actes es realitzen en el cap de setmana més proper a la data del sant, encenent-se al poble grans fogueres mentre es realitza la processó dels animals pels carrers.